# Buqa Küregen
Pour les articles homonymes, voir Küregen.
Buqa Küregen, (mongol : Buqa Küregen; Chinois:生没年不詳), était un seigneur mongole, gendre de Kubilai Khan.
Dans les sources historiques chinoises, il est écrit comme bùhé gŭliējiān dans l'Histoire secrète de la dynastie Yuan, pŭhuà dans Yuanshi, et comme بوقا گورکان (Būqā gūrkān) dans les documents historiques persans tels que Shushi.

## Biographie
Dans « Shushi » « Histoire des Bayaut», il est indiqué qu'il existe deux types principaux de Bayaut, les Jedei Bayaut qui vivent dans le bassin de la rivière Jida et les Keherin Bayaut qui vivent dans les prairies. Buka Kyuregen était de Jedei Bayout.
Selon « l'histoire Bayaut » dans « l'histoire collective », lorsque Gengis Khan s'est battu contre Jamuka ( bataille des treize ailes ) quand il était jeune, la division Bayaut s'est battue durement aux côtés de Gengis. Plus tard, Gengis Khan a accordé le titre de « Famille Fudai » au département de Bayout et a établi la coutume selon laquelle « le clan [de Gengis Khan] leur donnait leurs filles (le département de Bayout) et épousait des filles [du département de Bayout] .'' 
« Kuregen » est un mot qui signifie « gendre », et bien que les détails soient inconnus, Buka Kyuregen aurait également épousé une femme de la famille Gengis Khan. Comme en témoigne la description dans « Histoire des Bayaut » dans « Histoire collective », la région de Bayaut dans l'Empire mongol - Yuan Urs a commencé à produire des reines pendant des générations, et Bayauzin, qui est devenue la concubine de Mongke et Kublai, devenue impératrice de Temur, devenue impératrice de Bulgan et de Togon Temur, étaient toutes originaires de la région de Bayaut.
En particulier, l'impératrice de Temur, Bulgan, était la fille de Torkus, le fils de Buqa Küregen  et est connue pour avoir essentiellement dirigé le gouvernement impérial à la place de son mari malade .

## Maison des Bayout
- Buqa Küregen (Buqa Küregen)
  - Torqus Küregen
    - Bulugan Khatun